# Örebro läns golfdistriktsförbund
Örebro läns golfdistriktsförbund omfattar golfklubbarna i Örebro län utom den som finns i Degerfors kommun.

## Golfklubbar i Örebro läns golfdistriktsförbund

### Askersunds golfklubb AB
Askersunds golfklubb i Åmmeberg bildades 1980.
| Åmmebergs golfbana | 18 hål | Par 72 |  | Seasidebana | Spelklar 1982 | Arkitekt: Ronald Fream |

Nio hål spelklara 1982 och 18 hål klara 1985.

### Kumla golfklubb
Huvudartikel: Kumla GK
Kumla golfklubb belägen mellan Hällabrottet och Kvarntorp bildades 1982.
| Högtorpsbanan | 18 hål | Par 72 | 5855 5280 4935 | Lätt kuperad park- och skogsbana | Spelklar 1986 | Arkitekt: Jan Sederholm |

### Kårsta golfklubb
Kårsta golfklubb i Örebro bildades 1991.
| Kårsta golfbana | 18 hål | Par 71 | 5710 4815 | Ängs- och parkbana | Spelklar 9 hål 1995, 18 hål 2004 | Arkitekt: Egen regi |

### Lannalodge Golfresort
Den kompletta anläggningen i Örebro/Lanna som bildades 1939 under namnet Örebro Golfklubb, nu i privat regi.
| Lannaresort | 18 hål | Par 71 | 6500m 6100 5800 5400 4700 | park & skogsbana | Spelklar 1962 | Arkitekt: R Sundblom A Berglund, N Sköld |

| Lannaresort | 6 hål | Par 72 | 1928 1595 | öppen parkbana | Spelklar 2003 | Arkitekt: R Forsberg H Wissinger |

### Lindesbergs golfklubb
Lindesbergs golfklubb i östra Lindesberg bildades 1984.
| Linde golfbana | 18 hål | Par 72 | 5559 4893 | Skogs- och ängsbana | Spelklar 1985 | Arkitekt: Jan Sederholm |

### Örebro City Golf & CC
Från början två klubbar, Mosjö Golf & CC och Gustavsviks GK bägge bildade 1988, november 2011 slogs klubbarna ihop och tog det nya namnet Örebro City Golf & Country Club.
| Gustavsvik | 18 hål | Par 72 | 5400 4700 4000 | Parkbana | Spelklar 1989 | Arkitekt: Jeremy Thurner |

| Pay & Play | 9 hål | Par 29 | 1389 | Stads och parkbana | Spelklar {{{spelklar}}} | Arkitekt: {{{arkitekt}}} |

| Mosjö | 18 hål | Par 72 |  | Öppen parkbana | Spelklar 1989 | Arkitekt: Åke Persson, Jeremy Thurner |

### Nora golfklubb
Nora golfklubb bildades 1987.
| Nora golfbana | 18 hål | Par 72 |  | Park- och skogsbana | Spelklar 1989 | Arkitekt: Jeremy Turner |

### Stjernfors golfklubb
Stjernfors golfklubb i Stjärnfors bildades 1973. Golfbanan ligger utmed vägen mot Hällefors.
| Stjärnfors golfbana | 9 hål | Par 36 | 2820 | Park- och skogsbana | Spelklar 1974 | Arkitekt: Bengt Lindberg, Rune Nyberg m.fl. |